# Música de Kiribati

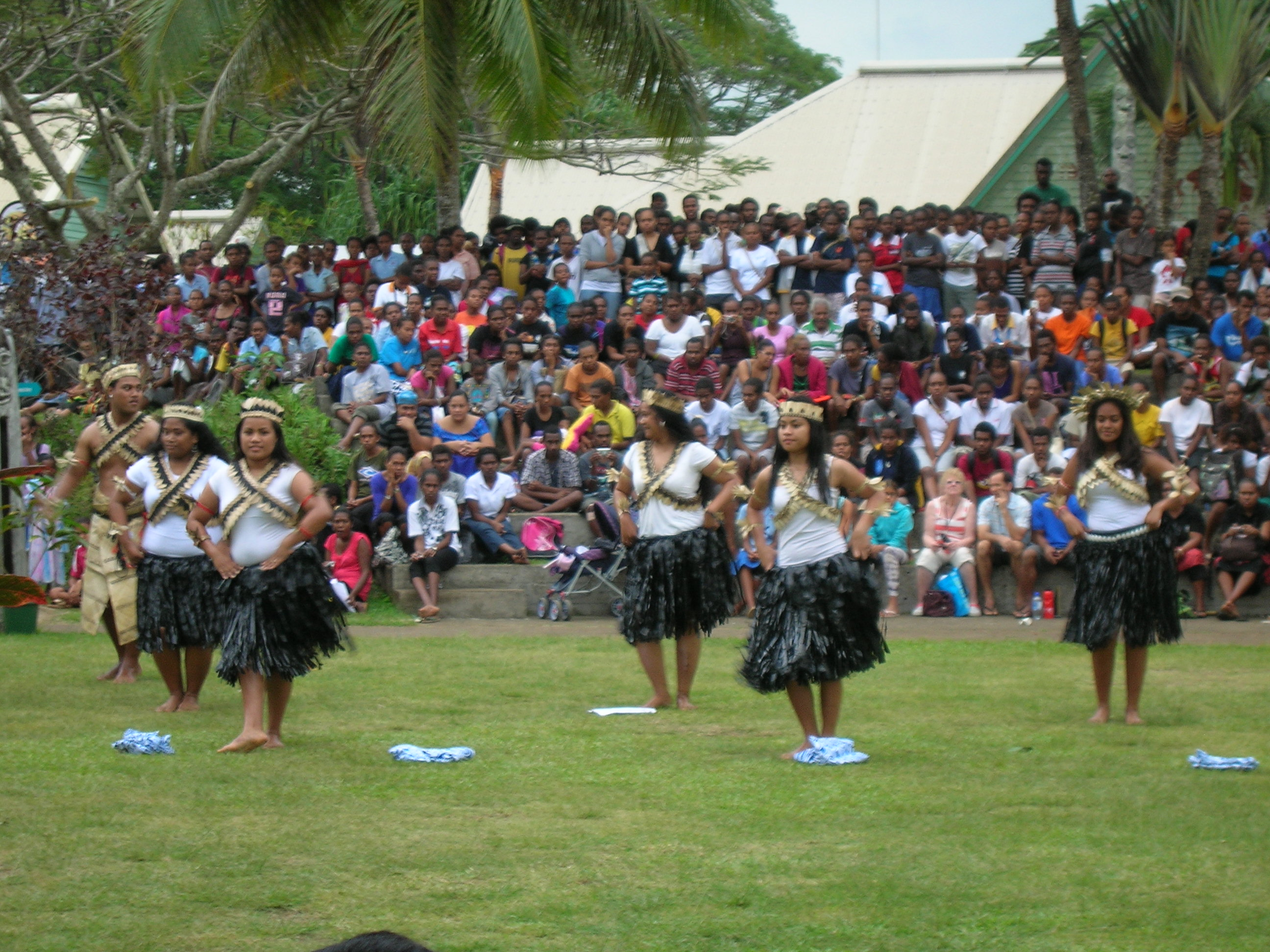
Danses de Kiribati.

La música de Kiribati ha estat menys influïda per la cultura occidental que la majoria d’altres cultures de les illes del Pacífic, ja que els europeus no van arribar a Kiribati fins al 1892. L’himne nacional de Kiribati és “Kunan Kiribati” (Cançó de Kiribati), d’I.T. Uriam; i va ser adoptat amb la independència del país, l’any 1979.

## Música folclòrica
La música folclòrica de Kiribati es basa generalment en el cant o altres formes de vocalització, acompanyada de percussió corporal. Les actuacions públiques al Kiribati modern solen ser interpretades per un cor assegut, acompanyat d’una guitarra. Tanmateix, durant les presentacions formals de la dansa dreta (Te Kaimatoa) o la dansa de maluc (Te Buki) s’utilitza una caixa de fusta com a instrument de percussió. Aquesta caixa està construïda per donar un to buit i reverberant quan és colpejada simultàniament per un cor d’homes asseguts al seu voltant. Les cançons tradicionals tenen sovint un tema d’amor, però també hi ha cançons competitives, religioses, infantils, patriòtiques, de guerra i de casament. També hi ha danses de bastó —que acompanyen llegendes i contes semi-històrics— Aquestes danses de bastó o’tirere (pronunciat seerere) només es realitzen durant les grans festivitats.
L’any 1963, Gerd Koch va filmar sobre les danses tradicionals de Tabiteuea i les cançons de la sèrie ruoia: el kawawa, la cançó i la dansa introductòries; el kamei amb un líder de la dansa, el wan tarawa i el kabuakaka; i una cançó i dansa bino completa amb els moviments de braços que l’acompanyen. Koch també va filmar cançons i danses tradicionals a Onotoa i Nonouti.
Bata Teinamati ha estat descrit com un dels músics més notables de Kiribati.

## Composició de cançons populars
La música tradicional està composta per gent coneguda com te kainikamaen. Es diu que aquests compositors reben les seves cançons del mite o la màgia, una habilitat que es transmetria de pare a fill. Després de la composició, un grup anomenat rurubene canta la cançó al compositor, després de la qual cosa es fa pública i és cantada per qualsevol; en aquest punt, la cançó es considera beneïda (mamiraki).
Els compositors també escriuen cançons a petició, explicant una història que els relata un individu. El compositor la cantarà i l’ensenyarà al rurubeno, fent-hi els canvis necessaris. Els compositors també creen ocasionalment cançons pel seu compte.
No tota la música a Kiribati està composta per persones conegudes com te kainikamaen a causa de la civilització i de la introducció de la música occidental; gairebé tothom pot compondre una cançó i cantar-la, però cal presentar-la com una cançó d’un poema i no com un mite o màgia, ja que, en cas contrari, segons les creences de Kiribati, podria portar malediccions. Aquestes malediccions inclouen la pèrdua de cabell i la mort sobtada.